# Bacolod (Negros Occidental)

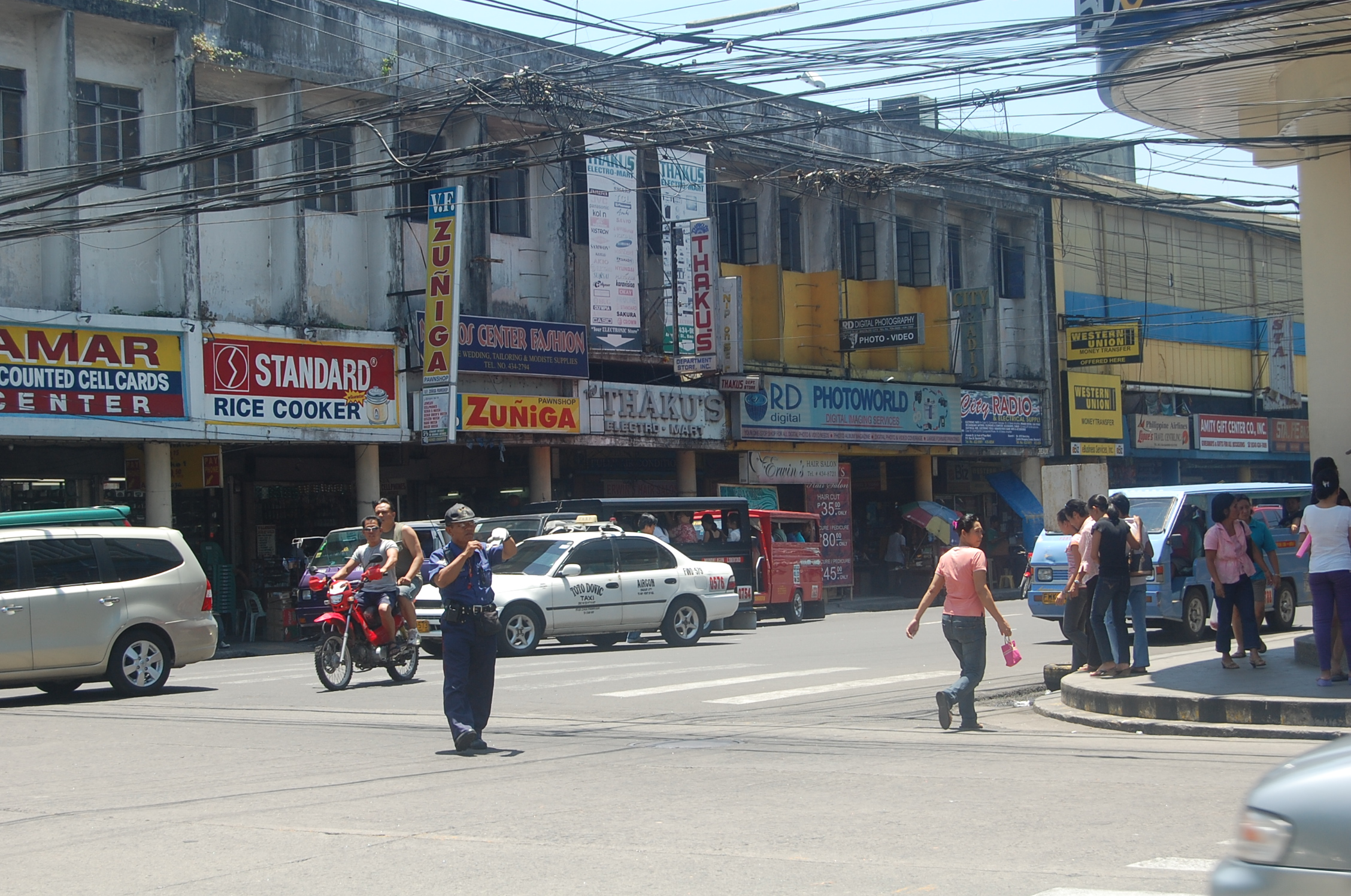

Bacolod is een stad in de Filipijnse provincie Negros Occidental. Bij de laatste census in 2007 had de stad bijna 500 duizend inwoners.

## Geografie

### Bestuurlijke indeling
Bacolod is onderverdeeld in de volgende 61 barangays:
| - Alangilan - Alijis - Banago - Barangay 1 - Barangay 2 - Barangay 3 - Barangay 4 - Barangay 5 - Barangay 6 - Barangay 7 - Barangay 8 - Barangay 9 - Barangay 10 - Barangay 11 - Barangay 12 - Barangay 13 - Barangay 14 - Barangay 15 - Barangay 16 - Barangay 17 - Barangay 18 | - Barangay 19 - Barangay 20 - Barangay 21 - Barangay 22 - Barangay 23 - Barangay 24 - Barangay 25 - Barangay 26 - Barangay 27 - Barangay 28 - Barangay 29 - Barangay 30 - Barangay 31 - Barangay 32 - Barangay 33 - Barangay 34 - Barangay 35 - Barangay 36 - Barangay 37 - Barangay 38 | - Barangay 39 - Barangay 40 - Barangay 41 - Bata - Cabug - Estefania - Felisa - Granada - Mandalagan - Mansilingan - Montevista - Pahanocoy - Punta Taytay - Singcang-Airport - Sum-ag - Taculing - Tangub - Villamonte - Vista Alegre - Handumanan |

## Demografie
Bacolod had bij de census van 2007 een inwoneraantal van 499.497 mensen. Dit zijn 70.421 mensen (16,4%) meer dan bij de vorige census van 2000. De gemiddelde jaarlijkse groei komt daarmee uit op 2,12%, hetgeen iets hoger is dan het landelijk jaarlijks gemiddelde over deze periode (2,04%). Vergeleken met de census van 1995 is het aantal mensen met 97.152
(24,2%) toegenomen.

De bevolkingsdichtheid van Bacolod was ten tijde van de laatste census, met 499.497 inwoners op 180,3 km², 2770,4 mensen per km².

## Geboren in Bacolod
- Jose de Luzuriaga (1843-1921), rechter, suikerplantagehouder en revolutionair
- Susan Roces (1941-2022), actrice
- Kuh Ledesma zangeres, (1955)
- Donnie Nietes (13 mei 1982), professioneel bokser

Bacolod · Bago · Binalbagan · Cadiz · Calatrava · Candoni · Cauayan · Enrique B. Magalona · Escalante · Himamaylan · Hinigaran · Hinoba-an · Ilog · Isabela · Kabankalan · La Carlota · La Castellana · Manapla · Moises Padilla · Murcia · Pontevedra · Pulupandan · Sagay · Salvador Benedicto · San Carlos · San Enrique · Silay · Sipalay · Talisay · Toboso · Valladolid · Victorias